# 云形尺

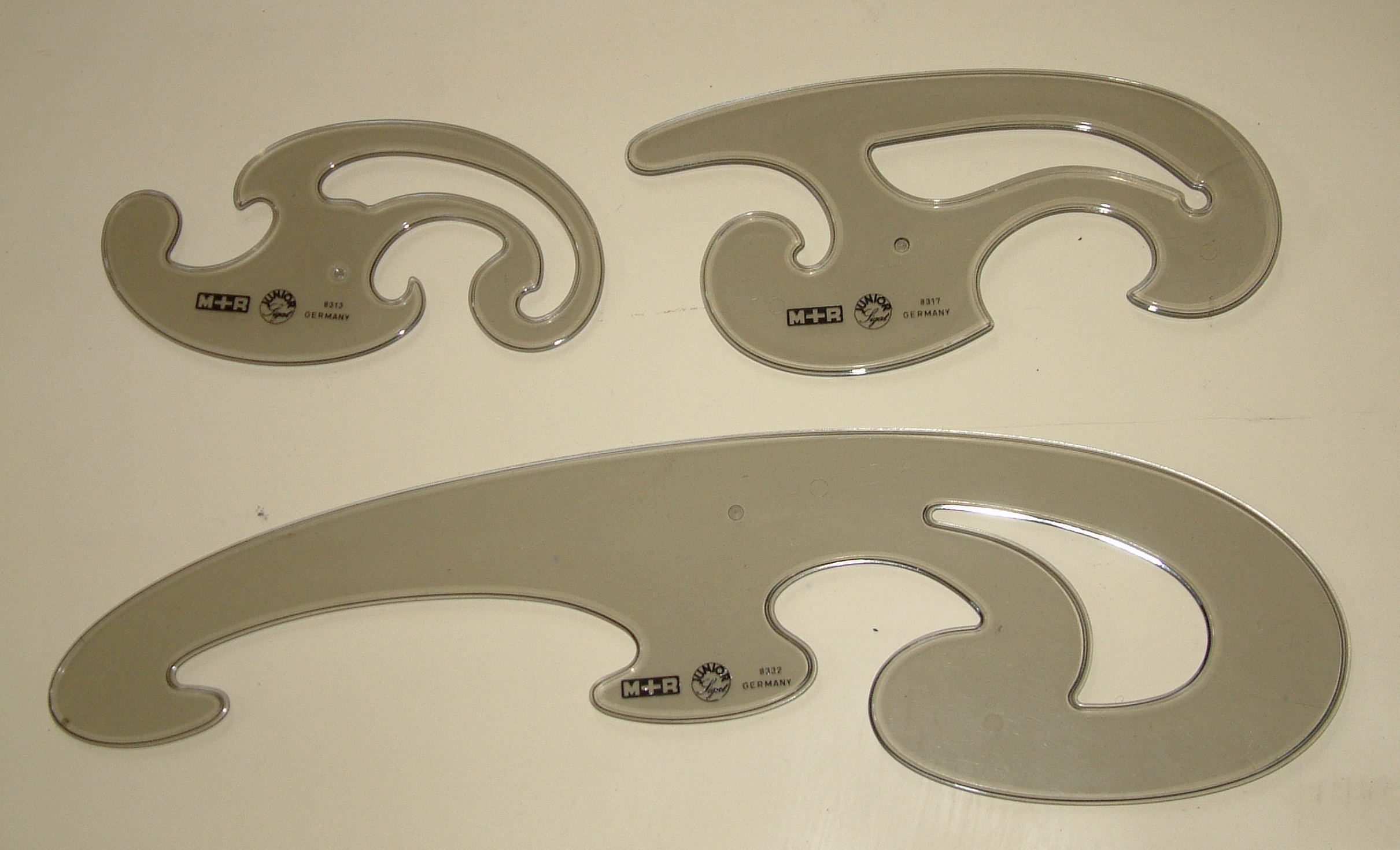
这是最常见的"Ludwig Burmester"组合。右上角的那一个通常用来画双曲线，左上角的通常用来画椭圆，最下方的通常用来画抛物线。

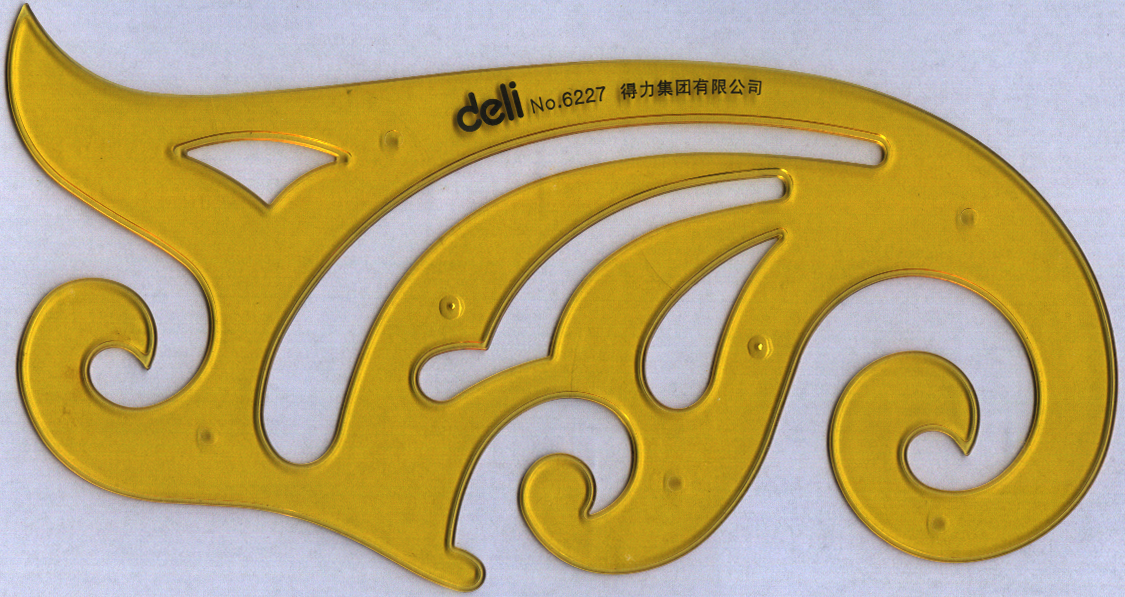
一款中國製云形尺。可以看到，这种云形尺综合了上图中三种云形尺的曲线，但是使用却没有那么方便。

云形尺，又称云尺、曲线板，是一種在绘画或漫画中用来绘制曲线的工具。在漫画中，云形尺用于绘制背景和效果线。也用于描绘机械或物件。云形尺属于固定图案用尺，只能在上面寻找近似的曲线来参考绘制。多购买不同形态的云形尺有助于将常用曲线收集齐全。
云形尺在使用一段时间之后，边缘会变得凹凸不平，这时候画出来的线会不够圆滑，并破坏整个画面。

## 相关内容
- 直尺
- 蛇形尺